# Nikita (série télévisée, 1997)
Pour les articles homonymes, voir Nikita.
Pour la série télévisée des années 2010, voir Nikita (série télévisée, 2010).
Nikita, également connue sous le titre La Femme Nikita aux États-Unis et dans plusieurs pays, est une série télévisée canado-américaine en 96 épisodes de 45 minutes, développée par Robert Cochran et Joel Surnow, produite par Jamie Paul Rock et diffusée entre le 13 janvier 1997 et le 4 mars 2001 sur USA Network, aux États-Unis, et à partir du 24 février 1997 sur le réseau CTV, au Canada.
Il s'agit d'une adaptation du film français éponyme de Luc Besson. Néanmoins, elle intègre également des éléments du remake américain, Nom de code : Nina (1993).
En France, la série est diffusée sur France 2 à partir du 18 septembre 1997 et ce jusqu'en 2002, rediffusée en 2007 sur NRJ 12 et, depuis, le 13 décembre 2012, sur Numéro 23,. Au Québec, elle a été diffusée à partir du 22 avril 1999 sur le réseau TVA.

## Synopsis
Une jeune femme, Nikita, est accusée d'un meurtre qu'elle n'a pas commis ; elle se voit ainsi contrainte de travailler pour la section antiterroriste d'une agence secrète gouvernementale.

## Distribution
- Peta Wilson (VF : Marie-Christine Darah) : Nikita
- Don Francks (VF : Michel Dodane) : Walter
- Eugene Robert Glazer (VF : Jean Barney) : « Operations » / Paul Wolfe
- Roy Dupuis (VF : Jean-Philippe Puymartin) : Michael Samuelle (saisons 1 à 4, récurrent saison 5)
- Alberta Watson (VF : Marie Lenoir) : Madeline (saisons 1 à 4, invitée saison 5)
- Matthew Ferguson (VF : Gérard Caillaud) : Seymour Birkoff (saisons 1 à 4)
- Cindy Dolenc : Katherine Quinn (saison 5, récurrente saison 4)

 Source et légende : version française (VF) sur RS Doublage

## Fiche technique
- Conseiller exécutif : Joel Surnow
- Conseiller artistique : Robert Cochran
- Musique : Sean Callery sur un Thème de Mark Snow
- Création des décors : Rocco Matteo
- Producteur exécutif : Jay Firestone
- Directeur d’écriture : Michael Loceff
- Consultant : David Ehrman
- Production : Jamie Paul Rock
- Casting : Deirdre Bowen
- Création des costumes : Laurie Drew

## Épisodes

### Première saison (1997)
1. Nikita (Pilot)
2. Une amie d'enfance (Friend)
3. Simone (Simone)
4. Une œuvre de bienfaisance (Charity)
5. La Mère (Mother)
6. L'Amour (Love)
7. Trahison (Treason)
8. L'Ėvasion (Escape)
9. Gray (Gray)
10. Le Choix (Choice)
11. Le Sauvetage (Rescue)
12. L'Innocent (Innocent)
13. Recrue (Recruit)
14. Le Piège (Gambit)
15. Obsession (Obsessed)
16. Bruit (Noise)
17. La Guerre (War)
18. La Disparition (Missing)
19. Les Voix (Voices)
20. Lavage de cerveau (Brainwash)
21. Le Verdict (Verdict)
22. La Clémence (Mercy)

### Deuxième saison (1998)
1. Réintégration difficile (Hard Landing)
2. Remise en question (Spec Ops)
3. Trio (Third Person)
4. Le Zéro absolu (Approaching Zero)
5. Le Nouveau régime (New Regime)
6. Situation de refus (Mandatory Refusal)
7. Retrouvailles (Half-Life)
8. La Bombe humaine (Darkness Visible)
9. À cœur ouvert (Open Heart)
10. Première mission (First Mission)
11. Fausse voyance (Psychic Pilgrim)
12. Sacrifice (Soul Sacrifice)
13. Le Petit génie (Not Was)
14. Bactéries fatales (Double Date)
15. Crise d'identité (Fuzzy Logic)
16. De Vieilles habitudes (Old Habits)
17. Chantage affectif (Inside Out)
18. Andrea (Off Profile)
19. L'Ordinateur aux mystères (Last Night)
20. Entre deux feux (In Between)
21. Le Jardin d'Adrienne (Adrian's Garden (1))
22. L'Heure des comptes (End Game (2))

### Troisième saison (1999)
1. Le Complot (Looking for Michael)
2. Le Père absent (Someone Else's Shadow)
3. Fatales retrouvailles (Opening Night Jitters)
4. Les Portes de l'Enfer (Gates of Hell)
5. L’École de la mort (Imitation of Death)
6. Amour et patrie (Love and Country)
7. Le Chat et la souris (Cat and Mouse)
8. Une Nouvelle recrue (Outside the Box)
9. Glissement vers le néant (Slipping Into Darkness)
10. Sous influence (Under the Influence)
11. Un Élément du passé (Walk On By)
12. Seuil de douleur (Threshold of Pain)
13. Préférence' (Beyond the Pale)
14. Main dans la main (Hand to Hand)
15. Avant de m'endormir (Before I Sleep)
16. Au revoir Paris (I Remember Paris)
17. Tout a une fin (All Good Things)
18. L'Arnaque (Third Party Ripoff)
19. Tous les moyens sont bons' (Any Means Necessary)
20. Tel est pris (Three Eyed Turtle)
21. Un Jeu dangereux - 1re partie (Playing with Fire - Part 1)
22. Et pendant le travail - 2e partie (On Borrowed Time - Part 2)

### Quatrième saison (2000)
1. Retour à l'envoyeur (Getting Out of Reverse)
2. Arrêt de missions (There Are No Missions)
3. Un très beau jardin (View of the Garden)
4. À la loupe (Into the Looking Glass)
5. Un Homme bien placé (Man in the Middle)
6. Aimer, honorer et chérir (Love, Honor and Cherish)
7. Sympathie pour le diable (Sympathy For The Devil)
8. Personne n'est éternel (No One Lives Forever)
9. Un Coup très tordu (Down a Crooked Path)
10. Le Visiteur de la quatre (He Came from Four)
11. Le Temps des héros (Time to Be Heroes)
12. Au bout de l'enfer (Hell Hath No Fury)
13. Adieu au passé (Kiss the Past Goodbye)
14. La Ligne dans le sable (Line in the Sand)
15. La Création fatale (Abort, Fail, Retry, Terminate)
16. Une Jolie petite ville (Catch a Falling Star)
17. Trève fatale (Sleeping with the Enemy)
18. Comédie en sous-sol (Toys in the Basement)
19. Simple d'esprit (Time Out of Mind)
20. Le Visage dans le miroir - 1re partie (Face in the Mirror - Part 1)
21. La Fuite - 2e partie (Up the Rabbit Hole - Part 2)
22. Quatre années lumière plus tard (Four Light Years Farther)

### Cinquième saison (2001)
1. Tout recommence (Déjà Vu All Over Again)
2. L'Absente (A Girl Who Wasn't There)
3. L'Issue de secours (In Through the Out Door)
4. Le Monde est un théâtre (All the World's a Stage)
5. L'Homme derrière le rideau (The Man Behind the Curtain)
6. Le mal qui est en nous (The Evil That Men Do)
7. Mauvaise opération (Let No Man Put Asunder)
8. Un temps pour chaque chose (A Time for Every Purpose)

## Commentaires

### Particularités de la série
L'originalité de cette première adaptation du film de Luc Besson se situe dans le développement de la psychologie des personnages et dans le fait que Nikita, pour être introduite à la section 1, est accusée à tort. Cette dernière différence neutralisant le caractère plus noir du personnage d’origine n’a pas empêché les scénaristes de le reporter sur le monde parallèle dans lequel elle évolue.
Don Francks auditionna d'abord pour le personnage d’« Operations » mais devint l’armurier et magasinier Walter et « Operations » est finalement attribué à Eugene Robert Glazer.
Le nombre de mots utilisés dans les titres d'épisodes en version originale correspond au numéro de la saison à laquelle ils appartiennent (par exemple, les titres de la saison 3 comportent 3 mots, ceux de la saison 4 en ont 4, etc.), principe que l’on ne retrouve pas dans la traduction française.
La couleur verte, omniprésente dans les décors de la section, objet d'une superstition dans le monde du théâtre, est tournée en ridicule par un des personnages décalés du film de Luc Besson, Le Cinquième Élément.

### Le personnage de Nikita
Nikita essaye, au travers de sa féminité et de son humanité, de contrer les valeurs déshumanisantes, froides et codifiées du monde parallèle de l’anti-terrorisme international que ses missions l’amènent à côtoyer. Elle comprend en effet, tout au long de la série, que c’est en elle-même et avec ses qualités de femme qu’elle trouvera les moyens de s’évader de l’enfer dans lequel la puissante organisation l’a plongée :
dans un premier cycle, elle a d’abord à lutter contre leur remise en cause liée à l’accusation criminelle tout en échafaudant divers plans pour s’enfuir. Rattrapée dans les cycles suivants, elle découvre qu’elle n’a pas forcément été programmée par ceux qu’elle pensait avoir rencontrés en premier. Elle doit ainsi faire face à de nouvelles attaques plus insidieuses, parce que psychologiques. Elle évolue au sein de La Section qui utilise tous les moyens à sa disposition pour l’engager directement dans le parcours inverse de celui qu’elle a, d’instinct, entrepris de conquérir d’elle-même.

### Le titre américain de la série («La Femme Nikita»)
La série est appelée Nikita en France et au Canada, mais son titre international et américain est La Femme Nikita , composé de deux accroches promotionnelles (« One on one with La Femme » et « One on one with Nikita ») qui font référence à un idiome tiré d’une phrase de la littérature française : Alexandre Dumas père, dans Les Mohicans de Paris, 1854, fait dire à son policier Jackal parce que ses trois héros (Jean Robert le poète, Ludovic le médecin et Pétrus le peintre), qui ne négligent pas leurs amours, lui mènent la vie dure : « Cherchez la femme, pardieu ! Cherchez la femme ! » et, dans l'adaptation théâtrale du roman : « Il y a une femme dans toutes les affaires ; aussitôt qu'on me fait un rapport, je dis : Cherchez la femme ! » ; cette expression a traversé l’Atlantique en 1906 pour se retrouver dans le titre d’une histoire écrite par O. Henry : Cherchez la femme. Devenue aux États-Unis une expression d’usage plus ou moins courant qui est restée non traduite comme certaines autres dans la langue anglaise (rendez-vous ou déjà vu), elle est venue enrichir par la suite la liste des clichés les plus utilisés des fictions pulp. Et c’est ainsi que, pour devenir évocateur de cet univers livresque noir dont la série se réclame, le titre français y fait référence.
Le générique se terminait initialement dans la première saison par les mots suivants chuchotés sur la musique : « Joséphine… Cherchez la femme, cherchez la femme… dans la nuit, dans la nuit ». Joséphine est un nom de code que tous ceux qui connaissent la vie de Napoléon Bonaparte, et qui connaissent aussi certaines origines conservatrices du Code civil matrimonial français, s’accordent à trouver plus qu’évocateur. Ce nom de code fut ensuite retiré de la bande sonore du générique dans les saisons suivantes pour ne plus laisser que l’expression « Cherchez la femme, cherchez la femme… dans la nuit, dans la nuit » pour des raisons de format de temps de programmation sur le petit écran, mais conservant ainsi l’essentiel du message pulp et soulignant la quête du personnage principal.